# Lower Burrell
Lower Burrell è un comune (city) degli Stati Uniti d'America, situato nello stato della Pennsylvania, nella contea di Westmoreland.